# 俄罗斯吉他
俄罗斯吉他（也被称为“吉普赛吉他”）是一种七弦原声吉他，始于 18 世纪末在俄罗斯的俄罗斯，它和西班牙吉他都具有相同的管风琴特征，尽管一些历史学家坚持认为它起源于英国吉他。它在俄语中被称为semistrunnaya gitara（семиструнная гитара），或称为semistrunka（семиструнка），名为“七弦吉他”。这些吉他最常见的调音是开放的和弦，如下所示：D 2 G 2 B 2 D 3 G 3 B 3 D 4。在古典文学中，最低的弦（D）偶尔会调至到 C。

## 历史
尽管许多资料都认为俄罗斯吉他的发明者是安德烈·西赫拉(Andrei Sychra，1773——1850)，并且有充分的理由相信。当西赫拉开始他的职业生涯时，这种乐器就已经在使用。西赫拉确确实实的对俄罗斯吉他演奏流派产生了很大的影响。在他留下了一千多首作品，其中的七十五首在 19 世纪 40 年代由斯特洛夫斯基 (Stellovsky)重新出版，随后在 19 世纪 80 年代由古特尔 (Gutheil)再次出版。
已知的第一份七弦吉他书面说明书是于1798 年 12 月 15 日在圣彼得堡出版，作者是伊格纳兹·赫尔德（Ignaz Held，1766-1816）。
俄罗斯版的七弦吉他由于其极大的灵活性而被专业人士使用，但由于一些基本和弦的相对简单，并且易于演奏交替低音线，它也受到业余爱好者的欢迎，一般用于伴奏（尤其是俄罗斯吟游诗人）。

## 制作
俄罗斯吉他的构造和西方六弦吉十分非常相似，除了多出的一根弦。它们具有相同的基本组件：琴头，琴枕，调音器，琴颈，指板，琴格，镶嵌物，桁杆（现代乐器），琴跟，琴体，琴桥和琴桥鞍座，音板（顶部），音孔和音孔饰，背板，侧板，琴弦。所用的木材和内部支撑布局也十分相似。

### 头
琴头是位于吉他琴颈最远离琴体的一端。现代乐器一般配有机械调音器，但是较旧的乐器（特别是 19 世纪的乐器）配有摩擦弦轴。调音器布局通常有两种形式：“4+3”，琴头低音弦侧有四个调音器，高音弦侧有三个调音器，或“3+1+3”，琴头两侧各有三个调音器，中间有一个调音器。

### 脖子
琴头、指板和琴桁，全部连接到一根修长的木延伸部分，共同构成琴颈。制作指板的木材通常与琴颈其余部分的木材不同。琴颈连接处或琴颈根部是琴颈与吉他琴身连接的位置。

### 指板
指板由硬木制成（乌木或玫瑰木），配有黄铜或钢制金属品。品丝间距几乎总是遵循西方十二平均律（12-tet）的系统。指板表面可以是平的，也可以是略微弯曲的，俄罗斯吉他的圆弧半径通常比同等的西方六弦吉他略小。 镶嵌位置标记很常见，出现在与 6 弦吉他相同的位置（例如，通常是第 5、7、9 和 12 品丝等）。

### 身体
音板通常由云杉或雪松制作，尺寸和形状与六弦吉他非常相似。古典七弦乐器（尼龙弦）的整体比例与刘弦吉他相似。“吉普赛”乐器（钢弦）的比例也可能相似，但通常也可能具有较窄的上部琴颈和较大的音孔。

### 字符串
如上所述，俄罗斯吉他很有可能使用尼龙（或等效非金属）弦或钢（或等效金属）弦，具体取决于乐器是古典吉他还是吉普赛吉他。古典乐器的四根低音弦通常是缠绕的，三根高音弦是光面材质。吉普赛乐器的五根弦是缠绕的，顶部两根是光面材质。

### 测量
俄罗斯吉他的比例通常与西方六弦乐器的比例没有太大差别。由于这两种乐器的音域相当，因此从声学角度来看，这种差异是合理的。然而，一个显著的物理差异与弦距有关，由于俄罗斯吉他的琴颈宽度与六弦吉他基本相同，因此俄罗斯乐器上的七根弦必然更靠近。

## 引证
1. ↑  . rmclassicalguitar. 2018-11-22  [2025-03-06]. （原始内容存档于2025-02-12） （英语）.
2. ↑  . www.digitalguitararchive.com.   [2025-03-06]. （原始内容存档于2024-10-09）.